# Vattenfall Cyclassics 2014
La Vattenfall Cyclassics 2014 se disputó el domingo 24 de agosto de dicho año. Tuvo un trazado de 247,2 km con salida y meta en la ciudad alemana de Hamburgo.
La carrera formó parte del UCI WorldTour 2014. 
El ganador final fue Alexander Kristoff tras imponerse al sprint a Giacomo Nizzolo y Simon Gerrans, respectivamente.

## Equipos participantes
Tomaron parte en al carrera 19 equipos: los 18 equipos de categoría UCI ProTeam (al ser obligada su participación); más uno de categoría Profesional Continental invitado por la organización (Team NetApp-Endura). Formando así un pelotón de 151 ciclistas, con 8 corredores cada equipo (excepto el BMC Racing que salió con 7), de los que acabaron 122.
| Equipo                               | Cód. UCI | Categoría               |
| ------------------------------------ | -------- | ----------------------- |
| Team Giant-Shimano                   | GIA      | UCI ProTeam             |
| Lotto Belisol                        | LTB      | UCI ProTeam             |
| Team Katusha                         | KAT      | UCI ProTeam             |
| Movistar Team                        | MOV      | UCI ProTeam             |
| Ag2r La Mondiale                     | ALM      | UCI ProTeam             |
| Omega Pharma-Quick Step Cycling Team | OPQ      | UCI ProTeam             |
| Tinkoff-Saxo                         | TCS      | UCI ProTeam             |
| Belkin-Pro Cycling Team              | BEL      | UCI ProTeam             |
| BMC Racing Team                      | BMC      | UCI ProTeam             |
| Astana Pro Team                      | AST      | UCI ProTeam             |
| Trek Factory Racing                  | TFR      | UCI ProTeam             |
| Team Sky                             | SKY      | UCI ProTeam             |
| Lampre-Merida                        | LAM      | UCI ProTeam             |
| Orica GreenEDGE                      | OGE      | UCI ProTeam             |
| FDJ.fr                               | FDJ      | UCI ProTeam             |
| Garmin Sharp                         | GRS      | UCI ProTeam             |
| Cannondale                           | CAN      | UCI ProTeam             |
| Team Europcar                        | EUC      | UCI ProTeam             |
| Team NetApp-Endura                   | TNE      | Profesional Continental |

## Clasificación final
| \| Posición \| Ciclista \| Equipo \| Tiempo \| Puntos UCI[5] \| \| -------- \| ------------------ \| ----------------------- \| --------------- \| ------------- \| \| 1. \| Alexander Kristoff \| Katusha \| 5 h 55 min 25 s \| 80 \| \| 2. \| Giacomo Nizzolo \| Trek Factory Racing \| m.t. \| 60 \| \| 3. \| Simon Gerrans \| Orica GreenEDGE \| m.t. \| 50 \| \| 4. \| Tyler Farrar \| Garmin Sharp \| m.t. \| 40 \| \| 5. \| Mark Cavendish \| Omega Pharma-Quick Step \| m.t. \| 30 \| \| 6. \| Marcel Kittel \| Giant-Shimano \| m.t. \| 22 \| \| 7. \| Davide Cimolai \| Lampre-Merida \| m.t. \| 14 \| \| 8. \| Juan José Lobato \| Movistar \| m.t. \| 10 \| \| 9. \| Silvan Dillier \| BMC Racing \| m.t. \| 6 \| \| 10. \| Raymond Kreder \| Garmin Sharp \| m.t. \| 2 \| |                    |                         |                 |            |
| Posición | Ciclista           | Equipo                  | Tiempo          | Puntos UCI |
| 1. | Alexander Kristoff | Katusha                 | 5 h 55 min 25 s | 80         |
| 2. | Giacomo Nizzolo    | Trek Factory Racing     | m.t.            | 60         |
| 3. | Simon Gerrans      | Orica GreenEDGE         | m.t.            | 50         |
| 4. | Tyler Farrar       | Garmin Sharp            | m.t.            | 40         |
| 5. | Mark Cavendish     | Omega Pharma-Quick Step | m.t.            | 30         |
| 6. | Marcel Kittel      | Giant-Shimano           | m.t.            | 22         |
| 7. | Davide Cimolai     | Lampre-Merida           | m.t.            | 14         |
| 8. | Juan José Lobato   | Movistar                | m.t.            | 10         |
| 9. | Silvan Dillier     | BMC Racing              | m.t.            | 6          |
| 10. | Raymond Kreder     | Garmin Sharp            | m.t.            | 2          |